# آسلا (جانور)
این گروه جانوری جزئی از بی مهرگان بوده و دارای حدوداً چهارصد (۴۰۰) گونه ثبت شده می‌باشد. کرم‌های پهن آسل دارای یک دستگاه عصبی ساده و یک لوله گوارشی کیسه مانند هستند؛ به خاطر همین موارد، شباهت‌های بسیاری مابین آسلا و پلاتی هلمینتس (به ویژه کرم‌ها یا کرم مانندها) مشاهده می‌شود، بنابر همین موضوع، زمانی کرم‌های پهن آسل را جزئی از پلاتی هلمینتس می‌دانستند اما بعدها با مشاهده شباهت‌ها و تفاوت‌های ژنتیکی، مجزا بودن آن‌ها تأیید شد.

## شواهد مولکولی
شواهد مولکولی همچنین نشان دادند که آسل‌ها قبل از ایجاد سه کلاد اصلی بیلاتریان انشعاب پیدا کردند و بنا بر این جزئی از پنج گروهی هستند که از سه کلاد دیگر تفاوت زیادی پیدا کرده‌اند که این تفاوت نیز نتیجه انشعاب زودتر آنها می‌باشد.